# Yiftach Ziv
Yiftach Ziv (Haifa, 9 de julio de 1995) es un jugador de baloncesto profesional israelí. Mide 1,91 metros y juega en la posición de base, actualmente pertenece a la plantilla del Saint-Quentin Basket-Ball de la liga Pro A francesa.

## Carrera deportiva
Ziv nació en Haifa, Israel, y comenzó a jugar baloncesto para el equipo juvenil del Maccabi Haifa. En su última temporada con el equipo juvenil de Haifa, Ziv promedió 20 puntos, 8 asistencias, 8 rebotes y 4 robos por partido. Ziv llevó a Haifa a las Semifinales de la Liga Juvenil y fue nombrado MVP de la Liga Juvenil.
El 10 de septiembre de 2013, Ziv firmó con Ironi Kiryat Ata un contrato de dos temporadas. Ziv jugó 9 partidos con el equipo, pero no encajó en el equipo de la Liga Leumit y fue liberado de su contrato. A los pocos días de su salida, Ziv fichó por otro club de la Liga Leumit, el Hapoel Kiryat Tiv'on, donde completó la temporada 2013-14 con 5,6 puntos, 2,7 rebotes, 2,1 asistencias y 1,4 robos por partido.
El 9 de septiembre de 2014, Ziv regresó al Maccabi Haifa y firmó un contrato de un año, en el que jugó solo 3,3 minutos por partido. 
En enero de 2015, Ziv fue cedido a Elitzur Ramle para disponer de más minutos y allí promedió 10,6 puntos, 1,0 rebotes y 0,7 asistencias por partido.
El 22 de diciembre de 2015, firmó por Bnei Herzliya por el resto de la temporada y sería nombrado MVP de la Ronda 28 de la Liga Israelí. Ziv ayudó a Herzliya a llegar a los playoffs de la liga israelí de 2016 como séptimo clasificado, pero finalmente perdió ante el Maccabi Tel Aviv en los cuartos de final.
El 5 de julio de 2016, Ziv firmó un contrato de un año con el Maccabi Ashdod bajo la dirección del entrenador Meir Tapiro, donde promedió 7,9 puntos, 3,5 rebotes y 3,9 asistencias en 24,9 minutos por partido.
El 21 de julio de 2017, Ziv firmó un contrato de un año con Ironi Nahariya. El 2 de marzo de 2018, Ziv participó en el partido del All-Star de la Liga Israelí.
El 9 de julio de 2018, Ziv renovó su contrato por un año con Ironi Nahariya. En 33 partidos disputados durante la temporada 2018-19 promedió 10,7 puntos, 4,4 rebotes, 4,0 asistencias y 1,6 robos por partido.
El 14 de agosto de 2019, Ziv firmó con Hapoel Gilboa Galil por dos temporadas, con el que llegó a disputar la final por el título de liga, pero acabó cayendo del lado del Maccabi Tel Aviv.
El 4 de julio de 2021, Ziv firmó un contrato de tres años (2+1) con Maccabi Tel Aviv. En la temporada 2022-23, promedia 7’3 puntos (38’2% en triples), 3’2 rebotes, 3’7 asistencias y 10 de valoración.
El 12 de julio de 2023, firmó por el Fundación CB Granada de la liga ACB, dejando el club el 23 de diciembre de ese mismo año.

### Selección nacional
El 13 de septiembre de 2018, hizo su debut con el equipo israelí en una derrota por 80-85 contra Georgia.
Ziv también fue miembro de los equipos nacionales israelíes Sub-18 y Sub-20 y participó en la Universiada de Verano de 2017.